# Minnesota United FC (2010–2016)
 (juin 2024).
La mise en forme du texte ne suit pas les recommandations de Wikipédia : il faut le « wikifier ».
Les points d'amélioration suivants sont les cas les plus fréquents. Le détail des points à revoir est peut-être précisé sur la page de discussion.
- Les titres sont pré-formatés par le logiciel. Ils ne sont ni en capitales, ni en gras.
- Le texte ne doit pas être écrit en capitales (les noms de famille non plus), ni en gras, ni en italique, ni en « petit »…
- Le gras n'est utilisé que pour surligner le titre de l'article dans l'introduction, une seule fois.
- L'italique est rarement utilisé : mots en langue étrangère, titres d'œuvres, noms de bateaux, etc.
- Les citations ne sont pas en italique mais en corps de texte normal. Elles sont entourées par des guillemets français : « et ».
- Les listes à puces sont à éviter, des paragraphes rédigés étant largement préférés. Les tableaux sont à réserver à la présentation de données structurées (résultats, etc.).
- Les appels de note de bas de page (petits chiffres en exposant, introduits par l'outil «  Source ») sont à placer entre la fin de phrase et le point final[comme ça].
- Les liens internes (vers d'autres articles de Wikipédia) sont à choisir avec parcimonie. Créez des liens vers des articles approfondissant le sujet. Les termes génériques sans rapport avec le sujet sont à éviter, ainsi que les répétitions de liens vers un même terme.
- Les liens externes sont à placer uniquement dans une section « Liens externes », à la fin de l'article. Ces liens sont à choisir avec parcimonie suivant les règles définies. Si un lien sert de source à l'article, son insertion dans le texte est à faire par les notes de bas de page.
- La présentation des références doit suivre les conventions bibliographiques. Il est recommandé d'utiliser les modèles {{Ouvrage}}, {{Chapitre}}, {{Article}}, {{Lien web}} et/ou {{Bibliographie}}. Le mode d'édition visuel peut mettre en forme automatiquement les références.
- Insérer une infobox (cadre d'informations à droite) n'est pas obligatoire pour parachever la mise en page.

Pour une aide détaillée, merci de consulter Aide:Wikification.
Si vous pensez que ces points ont été résolus, vous pouvez retirer ce bandeau et améliorer la mise en forme d'un autre article.
Maillots
Actualités
Minnesota United FC était une équipe américaine de soccer professionnel de bas niveau basée dans la région de Minneapolis-Saint Paul, au Minnesota. Fondée en 2010 sous le nom de NSC Minnesota et plus tard connue sous le nom de Minnesota Stars FC, l'équipe a évolué dans la North American Soccer League (NASL), une ligue professionnelle sanctionnée par la United States Soccer Federation. L'équipe a remporté le championnat de la NASL en 2011. Le 25 mars 2015, la Major League Soccer a annoncé qu'elle accordait une franchise d'expansion aux Twin Cities et au groupe de propriété de McGuire pour débuter en 2017. L'équipe disputait ses matchs à domicile au National Sports Center à Blaine, Minnesota, à 18 miles au nord de Minneapolis. Les couleurs de l'équipe étaient le bleu ciel, le gris et le noir avec une touche de bleu.

## Histoire
Le National Sports Center a commencé à envisager de former une équipe professionnelle de soccer masculin de Division 2 en décembre 2009. À l'époque, l'équipe existante, le Minnesota Thunder, était locataire du National Sports Center et connaissait des difficultés financières. En janvier 2010, le National Sports Center a annoncé qu'il créerait une nouvelle équipe pour remplacer les Minnesota Thunder. Les Thunder n'avaient pas encore officiellement cessé leurs activités mais faisaient face à une ruine financière. À la suite d'un concours pour nommer l'équipe, le National Sports Center (NSC) a annoncé que le nom officiel de l'équipe serait NSC Minnesota, avec le surnom d'étoiles, le 5 février 2010. Cinq jours plus tard, l'ancien joueur de l'équipe nationale masculine des États-Unis, Manny Lagos, a été nommé premier entraîneur-chef du club.
L'équipe a joué son premier match officiel le 11 avril 2010, une défaite 2-0 contre les Whitecaps de Vancouver,. Le premier but de l'histoire de la franchise a été marqué par Daniel Wasson lors de leur match suivant, une victoire 1-0 contre les Carolina RailHawks. Les Stars ont connu quelques victoires impressionnantes lors de leur première saison, dont une victoire 3-1 contre Crystal Palace Baltimore, une victoire 3-0 contre AC St. Louis, et une victoire 3-1 contre FC Tampa Bay, terminant finalement quatrième de leur conférence. Malheureusement pour les Stars, ils ont été éliminés des séries éliminatoires en quart de finale, perdant 4-0 contre les Carolina RailHawks sur l'ensemble des deux matchs, après que le défenseur Andres Arango a reçu un carton rouge après seulement 38 minutes. Simone Bracalello et Brian Cvilikas ont été les meilleurs buteurs des Stars en 2010, avec 5 buts chacun. L'équipe a enregistré une moyenne de 1 374 spectateurs, ce qui la plaçait au 10e rang sur 12 équipes de la ligue.
Les Stars ont annoncé que pour la saison 2011, l'équipe ne serait plus détenue par le National Sports Center mais par la North American Soccer League. La Fédération des États-Unis de soccer a créé des normes de propriété exigeant que le propriétaire ait une valeur nette d'au moins 20 millions de dollars, ce que le National Sports Center ne remplissait pas,. La NASL s'est engagée à posséder l'équipe pendant trois ans. L'équipe a fixé un budget de 2 millions de dollars avec pour objectif d'attirer en moyenne 1 000 supporters par match. Au 5 juin, l'équipe était en deuxième place, mais une série de quatre défaites consécutives sur un total de 0–6–1 a plongé l'équipe dans une crise avant de finir avec la sixième et dernière place en séries éliminatoires,. Les Stars ont battu les Tampa Bay Rowdies 1–0 en quarts de finale avant de vaincre les Carolina RailHawks en tirs au but après un match nul 4–4 sur deux matchs. Une victoire à domicile 3–1 a suffi pour remporter le championnat NASL après un match retour nul 0–0. L'équipe a attiré en moyenne environ 1 700 supporters pendant la saison mais en a attiré 2 500 pour les demi-finales des séries éliminatoires et 4 511 pour le dernier match à domicile en finale.
Le 9 janvier 2012, le club a annoncé un nouveau logo ainsi qu'un nouveau nom. La partie « NSC » du nom, qui prêtait à confusion, a été abandonnée, le nouveau nom étant Minnesota Stars FC. Le nouveau logo a été dévoilé avec la suppression de « NSC » et l'ajout de la devise de l'État, L’Étoile du Nord,. L'équipe a continué de chercher un nouveau propriétaire pendant la saison morte,, et a ouvert la saison 2012 avec un match nul 0–0 contre les Carolina RailHawks au Metrodome devant une foule de 8 693 personnes.
En octobre 2012, Minnesota était confronté à une échéance au 27 octobre 2012 pour trouver un nouveau propriétaire afin de garantir une place dans la NASL pour la saison 2013. À ce moment-là, les Minnesota Vikings avaient exprimé leur intérêt pour le soccer professionnel au Minnesota mais n'envisageaient pas l'achat des Stars. La ligue prévoyait de voter pour décider de financer ou non l'équipe pour la saison 2013 à la fin de la saison 2012. L'exigence de l'USSF que les propriétaires d'une équipe de Division II aient une valeur nette d'au moins 20 millions de dollars et une éventuelle offre MLS des Minnesota Vikings étaient considérées comme des obstacles potentiels pour trouver un nouveau propriétaire. Le 9 novembre 2012, la ligue a officiellement annoncé que l'équipe avait été achetée par Bill McGuire. Le 5 mars 2013, l'équipe a été rebrandée sous le nom de Minnesota United FC. Le budget de 1,2 million de dollars sur lequel les Stars fonctionnaient a été augmenté et la taille du personnel est passée à 20 employés pour le début de la saison 2013, et a depuis plus que doublé.

### Saison 2014
Minnesota United FC a remporté le championnat de la saison de printemps de la NASL. L'équipe a terminé la saison avec 6 victoires, 2 matchs nuls et 1 défaite contre les New York Cosmos.
Le 19 juillet 2014, Minnesota United FC a remporté 2–0 contre l'équipe de la Premier League Swansea City lors d'un match amical disputé pendant la pause entre les saisons de printemps et d'automne de la NASL, attirant 9 064 fans au National Sports Center. Les buts ont été marqués par le défenseur Justin Davis et le milieu de terrain Greg Jordan. Cependant, Swansea n'a pas aligné plusieurs de leurs meilleurs joueurs, dont Michel Vorm, Wilfried Bony et Ki Sung-yueng, tous ayant participé à la Coupe du Monde FIFA 2014 au Brésil.

### Saison 2015
Après avoir recruté plusieurs nouveaux joueurs prometteurs pendant la saison morte, dont le gardien de but de l'équipe nationale camerounaise Sammy Ndjock, Minnesota United FC était favori pour l'année à venir. Cependant, l'équipe a eu des difficultés pendant la saison de printemps en raison de problèmes de chimie sur et hors du terrain, finissant à la 4e place. La pause estivale a vu le départ de la star montante et membre de l'équipe nationale des États-Unis Miguel Ibarra, qui a fait ses adieux en jouant une mi-temps pour Minnesota United et son nouveau club, le Club León, lors d'un match amical international devant 9 388 fans qui s'est terminé par un match nul 1–1. Après plusieurs mouvements supplémentaires de l'effectif, les Loons ont commencé beaucoup plus fort lors de la saison d'automne, luttant pour le championnat de la saison d'automne et la première place des séries éliminatoires jusqu'à la dernière semaine de la saison régulière, mais finissant finalement à la 3e place.
Minnesota a affronté les champions de la saison d'automne, Ottawa Fury FC, en demi-finale où ils ont pris une avance précoce après un but de Christian Ramirez. mais a finalement perdu 2–1 contre l'équipe canadienne. Minnesota a terminé la saison combinée 2015 avec un bilan de 14 victoires, 11 nuls et 5 défaites, marquant 54 buts en chemin, le plus élevé de toutes les équipes de la ligue.
Le 3 décembre 2015, il a été annoncé que l'entraîneur-chef Manny Lagos deviendrait le directeur sportif à temps plein de l'équipe tandis que l'entraîneur adjoint Carl Craig prendrait la relève en tant qu'entraîneur-chef pour la saison 2016.

### Passage en Major League Soccer
Le 25 mars 2015, la ligue a annoncé avoir attribué la 22e équipe de la MLS à Minneapolis à un groupe de propriétaires dirigé par Bill McGuire, qui inclut les propriétaires des Minnesota Twins, des Timberwolves et des Wild. L'équipe espérait construire un stade spécifique au soccer dans le centre-ville de Minneapolis près du marché fermier de Minneapolis, mais ce plan a rencontré une opposition de la part du maire. La ligue a choisi United plutôt qu'une offre concurrente de la part des propriétaires des Minnesota Vikings, qui voulaient utiliser le U.S. Bank Stadium en construction comme stade domicile.
À la suite de l'annonce, le président de l'équipe Nick Rogers a déclaré s'attendre à ce que beaucoup de l'équipe, y compris le nom, le logo, l'entraîneur et certains joueurs, restent inchangés.
Le 23 octobre 2015, l'équipe et la ville de Saint Paul ont annoncé la construction d'un stade spécifique au soccer dans le quartier de Midway à Saint Paul, près de l'intersection de l'avenue Snelling et de l'avenue University. Le stade, nommé Allianz Field, a ouvert ses portes en avril 2019 et peut accueillir environ 19 400 spectateurs.
L'équipe a effectué la transition vers la Major League Soccer (MLS) en 2017, jouant initialement ses matchs à domicile au TCF Bank Stadium de l'Université du Minnesota.

## Couleurs et insigne
Sous le nom de Stars, les couleurs officielles de l'équipe étaient le bleu et le jaune, suivant la tradition établie par le Minnesota Thunder des équipes de soccer du Minnesota portant principalement le bleu comme couleur principale. Avant 2012, le logo du club était un bouclier en bleu et or bicolore, avec une étoile stylisée surmontée par le mot NSC Minnesota.
Un nouveau logo a été dévoilé en janvier 2012. Conçu sur une période de six mois par un membre du groupe de supporters du club, il a retiré le mot 'NSC' et ajouté la devise de l'État, L’Étoile du Nord, ainsi qu'un ballon de soccer derrière l'étoile proéminente,.
Sous le nom de Minnesota United, le nouveau logo mettait en vedette un huard stylisé, qui est l'oiseau d'État du Minnesota, avec onze plumes déployées, une pour chacun des joueurs sur le terrain. Les couleurs de l'équipe rebrandée ont été changées en bleu ciel, gris et noir, avec un accent rouge. La ligne bleue à travers le logo représente le fleuve Mississippi. Chaque côté du bleu représente les villes de Saint Paul et de Minneapolis. La couleur grise représente la chaîne de fer du Minnesota. Le blason pointant vers le haut et l'Étoile du Nord ont été inspirés par « L'Étoile du Nord », qui est la devise de l'État. Zeus Jones a créé les designs.

## Stade

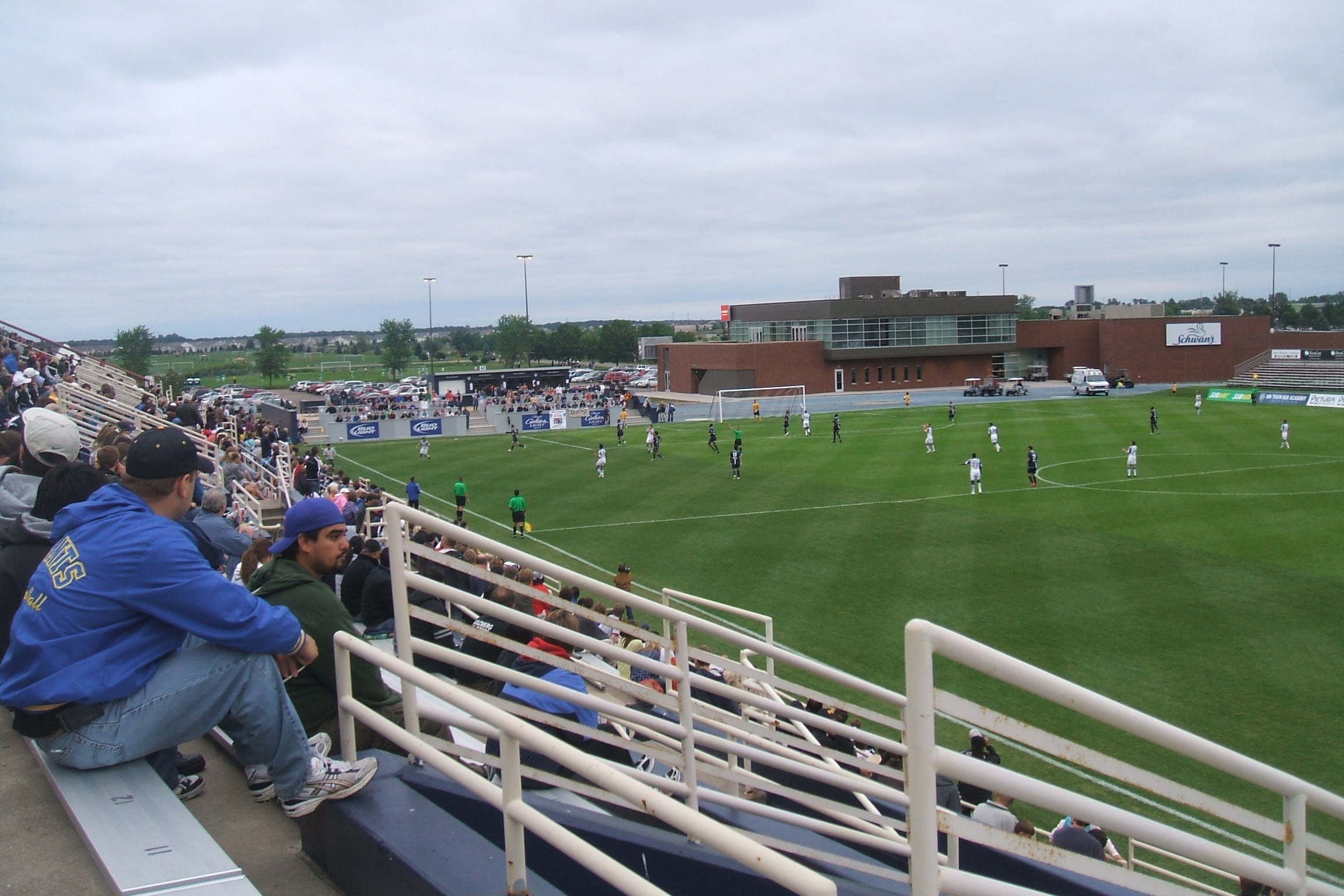
Centre national des sports

Centre sportif national, Blaine, capacité de 8 500 à 10 000 (2010–2012, Finale de la saison de printemps 2013, saison d'automne, saison 2014 sauf le match du 2 août).
Hubert H. Humphrey Metrodome, Minneapolis, capacité de 60 000 (Ouvertures de saison, saison de printemps 2013 sauf le match du 4 juillet).
TCF Bank Stadium, Minneapolis, capacité de 50 805. Un match en 2014.
Avant de rejoindre la MLS en 2017, United a joué ses matchs à domicile dans le stade de 8 500 places du Centre sportif national, un complexe sportif polyvalent situé à Blaine, Minnesota. En plus du stade de soccer, le Centre sportif national comprend plus de 50 terrains de soccer de taille réelle, un terrain de golf, un vélodrome, une installation de réunion et de convention, ainsi qu'une patinoire de huit feuilles, la Schwan Super Rink.
Pour la saison de printemps 2013, l'équipe a joué ses matchs à domicile au Hubert H. Humphrey Metrodome dans le centre-ville de Minneapolis (maintenant démoli). Le stade a également été utilisé pour les ouvertures de saison. En 2014, un match a été joué sur un terrain en herbe au TCF Bank Stadium dans le cadre d'un double en-tête avec un match amical entre le Manchester City FC et le Olympiakós (football), qui faisait partie de la Coupe Internationale des Champions.
En 2015, des gradins temporaires importants ont été ajoutés au Centre sportif national pour accueillir une augmentation significative de la fréquentation, avec des records de spectateurs dépassant souvent les 9 000.
Pour la saison inaugurale de la MLS en 2017, l'équipe a joué au TCF Bank Stadium en attendant l'achèvement d'un nouveau stade spécifique au soccer.

## Nouveau stade à Midway
Un nouveau stade spécifique au soccer est prévu pour être construit dans la zone de Midway à Saint Paul. Le stade, d'un coût de 200 millions de dollars, sera financé par des fonds privés et aura une capacité de 21 500 places.
Initialement, l'équipe avait envisagé plusieurs sites potentiels à Saint Paul, Minneapolis et Bloomington. Une première proposition en mars 2015 visait à construire le stade dans le centre-ville de Minneapolis, près du marché fermier de la ville, mais cette idée n'a pas reçu suffisamment de soutien politique municipal et étatique.
Le plan actuel pour le site de Midway inclut un stade en forme d'anneau avec 2,6 acres (1,1 ha) d'espaces extérieurs pour les rassemblements. L'emplacement est bien desservi par les transports en commun, notamment les lignes METRO Green Line et A Line. Une évaluation environnementale de la ville réalisée en juin 2016 a prévu que près d'un tiers des spectateurs utiliseront la Green Line pour se rendre au stade.
Le stade sera construit sur le site d'une ancienne installation de maintenance de bus utilisée par Metro Transit. Un plan directeur a été élaboré pour la rénovation de la vaste zone, comprenant le site du stade et les propriétés adjacentes détenues par RK Midway. Cela pourrait inclure la construction de nouveaux hôtels et bureaux ainsi que la rénovation du centre commercial existant. Le plan directeur prévoit une rénovation plus conviviale pour les piétons, afin d'accueillir un grand nombre de fans se rendant aux stations de transit.
Une enveloppe extérieure ovale en polymère semblable au verre avec un auvent couvrant partiellement le terrain est prévue pour atténuer le bruit vers le quartier. Le stade sera entouré de trois places herbeuses et un quatrième espace vert sera placé le long de l'avenue University, près de la station de l'avenue Snelling. Ces espaces verts seront progressivement introduits par phases à mesure que RK Midway attend la fin des baux des locataires actuels. Cependant, le calendrier de ces phases n'a pas été publié à la ville ou au public, en juillet 2016.
Le stade était prévu pour commencer la construction en juin 2016, mais a été retardé pendant que l'équipe attendait une exemption fiscale de l'État, similaire à celles accordées à d'autres projets récents de stades. Le premier match dans le nouveau stade a été joué le 13 avril 2019 contre le New York City FC.

## Culture du club

### Rivalités
Au cours de la saison NASL 2011, une rivalité s'est formée entre les alors-Stars et FC Edmonton, connue sous le nom de Coupe Flyover. Le nom a été choisi car Edmonton et le Minnesota se trouvent sur les trajectoires de vol des vols transcontinentaux, mais sont souvent survolés par les touristes. Le symbole de la coupe est un huard, étant un oiseau national non officiel du Canada et aussi l'oiseau d'État du Minnesota.

### Groupes de supporters
Le club compte plusieurs groupes de supporters reconnus : Dark Clouds, Wolf's Head, et True North Elite. Le club a également plusieurs groupes de supporters non officiels et peu organisés.

### Mascotte
Dévoilée en juillet 2014, la mascotte du club est un huard, PK, qui porte le maillot de l'équipe et des chaussures de soccer. Les fans appellent également la mascotte Foot Foot.

### Hymne
Les fans chantent la chanson « Wonderwall » de Oasis, après chaque victoire à domicile, une tradition initiée en 2011 par l'ancien manager Carl Craig.

## Records

### Année par année
Voici la liste complète des saisons pour la franchise NASL. Pour l'histoire saison par saison incluant la franchise successeur Minnesota United FC de la MLS, voir Liste des saisons du Minnesota United FC.
| Saison | Ligue | Ligue  | Ligue | Ligue | Ligue | Ligue | Ligue | Ligue | Ligue | Ligue | Ligue | Position | Position | Playoffs     | USOC | Continental  | Continental  | Moyenne de spectateurs | Meilleur(s) buteur(s)          | Meilleur(s) buteur(s) |
| Saison | Div   | Ligue  | Pld   | V     | D     | N     | BP    | BC    | Diff. | Pts   | PPJ   | Conf.    | Total    | Playoffs     | USOC | Continental  | Continental  | Moyenne de spectateurs | Nom                            | Buts                  |
| ------ | ----- | ------ | ----- | ----- | ----- | ----- | ----- | ----- | ----- | ----- | ----- | -------- | -------- | ------------ | ---- | ------------ | ------------ | ---------------------- | ------------------------------ | --------------------- |
| 2010   | 2     | D2 Pro | 30    | 11    | 12    | 7     | 32    | 36    | –4    | 40    | 1.33  | 4e       | 7e       | 1/4          | R2   | Inéligible   | Inéligible   | 1,374                  | Simone Bracalello              | 6                     |
| 2011   | 2     | NASL   | 28    | 9     | 10    | 9     | 30    | 32    | –2    | 36    | 1.29  | N/A      | 6e       | V            | N/A  | Inéligible   | Inéligible   | 1,676                  | Simone Bracalello Neil Hlavaty | 6                     |
| 2012   | 2     | NASL   | 28    | 8     | 9     | 11    | 34    | 33    | +1    | 35    | 1.25  | N/A      | 6e       | F            | R3   | Non qualifié | Non qualifié | 2,651                  | Amani Walker                   | 9                     |
| 2013   | 2     | NASL   | 26    | 10    | 12    | 4     | 39    | 42    | –3    | 34    | 1.31  | N/A      | 4e       | Non qualifié | R2   | Non qualifié | Non qualifié | 4,445                  | Pablo Campos                   | 13                    |
| 2014   | 2     | NASL   | 27    | 16    | 4     | 7     | 47    | 28    | +19   | 55    | 2.04  | N/A      | 1er      | DF           | R4   | Non qualifié | Non qualifié | 6,133                  | Christian Ramirez              | 21                    |
| 2015   | 2     | NASL   | 30    | 14    | 5     | 11    | 54    | 39    | +15   | 53    | 1.77  | N/A      | 3e       | DF           | R3   | Non qualifié | Non qualifié | 8,767                  | Christian Ramirez              | 13                    |
| 2016   | 2     | NASL   | 32    | 11    | 13    | 8     | 41    | 37    | +4    | 41    | 1.28  | N/A      | 5e       | Non qualifié | R4   | Non qualifié | Non qualifié | 8,573                  | Christian Ramirez              | 19                    |
| Total  | –     | –      | 201   | 79    | 65    | 57    | 277   | 247   | +30   | 294   | 1.46  | –        | –        | –            | –    | –            | –            | Christian Ramirez      | 53                             |                       |